# 9356 Elineke
9356 Elineke (1991 YV) là một tiểu hành tinh vành đai chính được phát hiện ngày 30 tháng 12 năm 1991 bởi E. W. Elst ở Đài thiên văn Haute-Provence.